# Hypomares vittatus
Hypomares vittatus là một loài bọ cánh cứng trong họ Cerambycidae.